# Steffen Uliczka
Steffen Uliczka (né le 17 juillet 1984 à Preetz) est un athlète allemand spécialiste du 3 000 mètres steeple.

## Palmarès
| Date | Compétition                       | Lieu      | Résultat | Épreuve           | Temps         |
| ---- | --------------------------------- | --------- | -------- | ----------------- | ------------- |
| 2009 | Universiade                       | Belgrade  | 3e       | 3 000 m steeple   | 8 min 26 s 18 |
| 2010 | Championnats d’Europe par équipes | Bergen    | 2e       | 3 000 m steeple   | 8 min 33 s 39 |
| 2010 | Championnats d’Europe             | Barcelone | 6e       | 3 000 m steeple   | 8 min 25 s 39 |
| 2010 | Championnats d’Europe de cross    | Albufeira | 12e      | Individuel sénior | 29 min 36 s   |
| 2011 | Championnats d’Europe par équipes | Stockholm | 2e       | 3 000 m steeple   | 8 min 31 s 01 |

### Records
| Épreuve              | Performance   | Lieu  | Date           |
| -------------------- | ------------- | ----- | -------------- |
| 3 000 mètres steeple | 8 min 22 s 93 | Liège | 5 juillet 2012 |

| Épreuve      | Performance   | Lieu      | Date            |
| ------------ | ------------- | --------- | --------------- |
| 1 500 mètres | 3 min 50 s 54 | Karlsruhe | 10 février 2008 |
| 3 000 mètres | 7 min 59 s 91 | Glasgow   | 29 janvier 2011 |